# ورخنی آلاگووات
ورخنی آلاگووات (انگلیسی: Verkhny Allaguvat) یک شهرک در شهرستان استرلیباشفسکی استان باشقیرستان کشور روسیه است.